# سلبریتی حکومتی

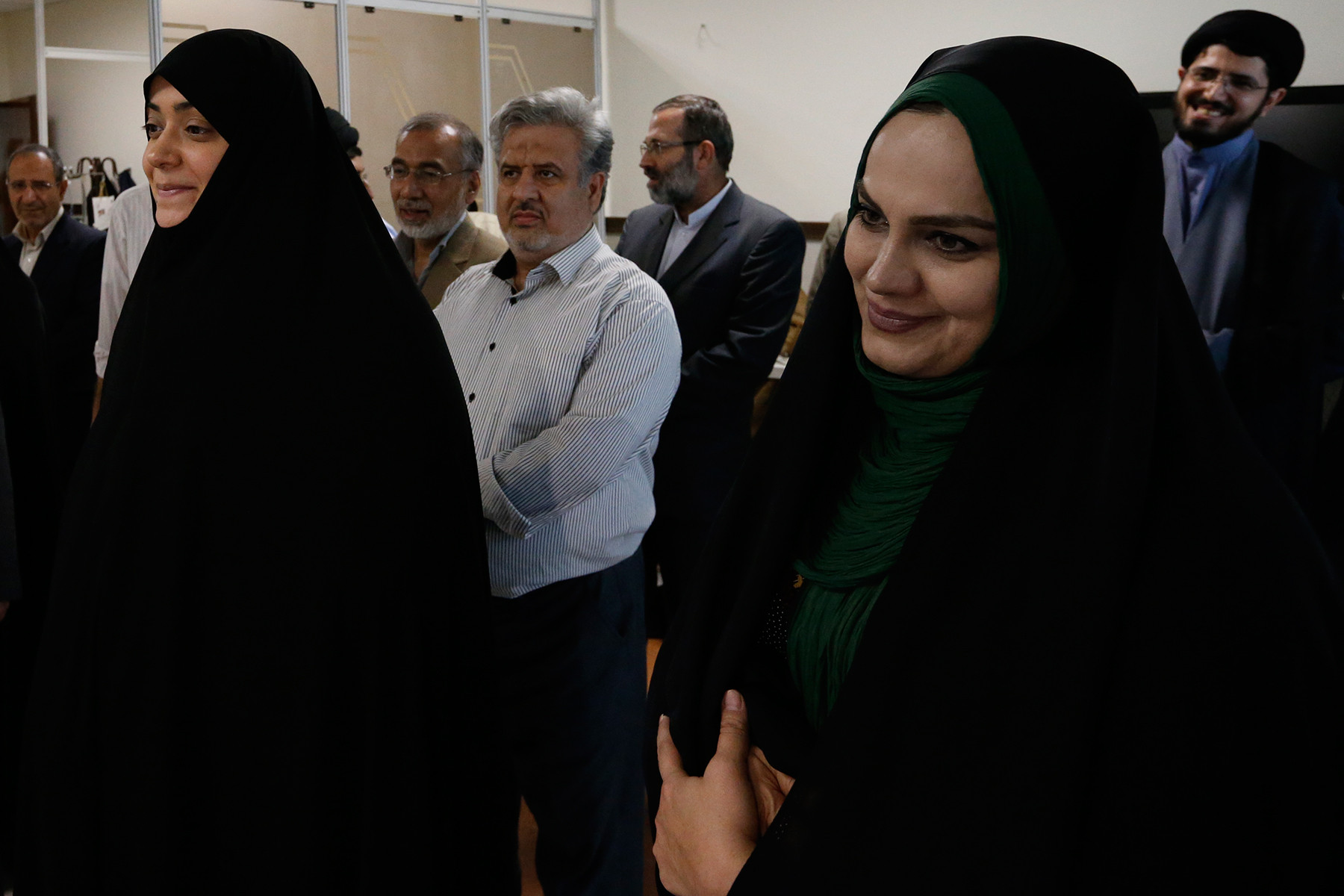
عیادت نرگس آبیار (راست) و الهام چرخنده (چپ) از سید علی خامنه‌ای -رهبر جمهوری اسلامی- پس از عمل جراحی او

سلبریتیِ حکومتی یا سلبریتیِ ولایی لقبی است که از طرف برخی رسانه‌ها و همچنین مخالفان جمهوری اسلامی به سلبریتی‌های ایرانی که حامی حکومت جمهوری اسلامی هستند و به صورت علنی پشتیبانی خود را از حکومت به نمایش گذاشته‌اند، داده شده‌است.
از عمده‌ترین انتقاداتی که نسبت به این سلبریتی‌ها واردشده است؛ ارتباط آن‌ها با فساد در نهادهای وابسته به حکومت و رانت‌خواری، تأیید مواضع حکومت و رهبر جمهوری اسلامی، سکوت یا عدم اعتراض به وقایع رخ داده در کشور مانند اعتراضات آبان ۱۳۹۸ و سرنگونی هواپیمای اوکراینی توسط سپاه پاسداران، قرارداد ۲۵ ساله ایران و چین، و خیزش انقلابی ۱۴۰۱ هستند. همچنین ترغیب مردم برای شرکت در انتخابات ۱۳۹۶ و انتخابات ۱۴۰۰، عادی سازی شرایط بحرانی و تشویق مردم به مقاومت در برابر سختی‌ها و برخی مواضع اجتماعی آن‌ها نیز مورد انتقاد قرارگرفته است.

## فهرست

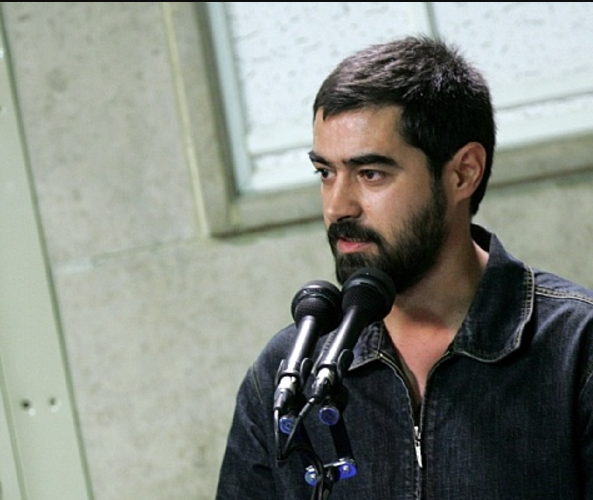
شهاب حسینی در حال سخنرانی در دیدار با رهبر جمهوری اسلامی ایران، ۱۳۸۹

در زیر فهرستی از سلبریتی‌هایی که لقب حکومتی‌بودن گرفته‌اند، آورده شده‌است:

### سینما و تلویزیون
- نرگس آبیار[۹][۱۰][۱۱][۱۲]
- داریوش ارجمند[۱۳][۱۴]
- ستاره اسکندری[۱۵][۱۶]
- بهنوش بختیاری[۱۷][۱۸]
- پرویز پرستویی[۱۹][۲۰][۲۱][۲۲][۲۳][۲۴]
- محسن تنابنده[۲۵][۲۶][۲۷][۲۸]
- رامبد جوان[۲۹][۳۰][۳۱]
- الهام چرخنده[۳۲][۳۳][۳۴]
- ابراهیم حاتمی‌کیا[۳۵][۳۶][۳۷][۲۴]
- شهاب حسینی[۳۸][۳۹][۲۸]
- مهران رجبی[۴۰][۴۱][۴۲][۴۳][۴۴][۴۵]
- امیرمهدی ژوله[۴۶][۴۷][۴۸][۴۹]
- احسان علیخانی[۵۰][۵۱]
- داریوش فرهنگ[۲۴][۵۲]
- محمدرضا گلزار[۵۳][۵۴][۵۵][۵۶]
- مجید مجیدی[۵۷][۵۸][۵۹][۶۰][۶۱]
- مهران مدیری[۶۲][۶۳][۶۴][۶۵]

### خوانندگان
- علیرضا افتخاری[۶۶][۶۷][۶۸][۶۹]
- سالار عقیلی[۷۰][۶۵][۶۹][۷۱][۷۲]
- سهراب ام‌جی[۷۳][۷۴][۷۵][۷۶]
- رضا صادقی[۲۵][۱۹][۷۷][۷۸]

### ورزشکاران
- مهدی ترابی[۷۹][۸۰][۸۱]
- احسان حدادی[۸۲][۸۳][۱]
- حسین رضازاده[۸۴][۸۵]
- خداداد عزیزی[۸۶][۸۷][۸۸][۸۹]
- علیرضا دبیر[۹۰][۹۱][۹۲]